# 鄭錦鐘
鄭錦鐘，SBS，MH，BH，OStJ，MStJ，JP（1957年2月—），大中華癌病基金會有限公司創辦人。

## 生平
鄭錦鐘博士祖籍潮陽（曾改稱達濠區，現稱中國廣東省汕頭市濠江區），育有兩子一女，三位男孫及一位男外孫。他在英國威爾斯大學取得工商管理碩士學位(MBA)及獲得得美國約克大學授予工商管理榮譽博士學位。鄭博士自幼家貧，1975年18歲輟學並開始工作，晚間繼續進修，刻苦努力，於1982年創業，經營服裝生產及出口生意，1990年轉營電腦硬件分銷， 2001年公司於香港主板上市 (偉仕控股有限公司,港交所：0856) , 2007年退任，自此專心投入更多時間於慈善、公共事務及志願工作。在2024年創辦大中華癌病基金會，秉持「凝聚善心，助解癌困」為宗旨，除了為有經濟困難的癌病患者提供支援，同時為中華民族的癌病醫療發展作貢獻。
鄭博士自幼受父親鄭際嘉 及母親蕭舜英影響，為人孝義，敬老扶幼，多年來熱心行善助人；特別是關心青少年與基層兒童的學習和發展；長期服務香港已經超過四十年，特別是在深水埗區，為街坊福利，推廣文化藝術，撲滅罪行等，盡心盡力，貢獻社區；此外，他更積極參與全港性慈善及志願機構，和出任香港特區政府多個政策局及政府部門的諮詢組織主席/成員，為政府出謀獻策。2006年及2007年在香港政府智囊組織中央政策組任職非全職顧問，並參與了中國安徽省、汕頭市和濠江區的各級政協，於2022年開始擔任汕頭市政協常務委員。鄭博士也曾任第三、四及五屆的中華海外聯誼會理事。2003年加入保良局出任總理，十年後獲選為保良局癸巳年(2013-14)主席。2022年獲香港政府委任為環境及自然保育基金委員會主席，善用政府資助以推動全港在環保各方面的工作。

2018年在濠江區家鄉領導支持下，與眾鄉親創立香港汕頭濠江同鄉總會，任創會主席，期間努力團結鄉親，弘揚愛國 、愛港、愛家鄉精神，服務鄉邦 ; 及堅持維護「一國兩制 」，自覺守護國家安全及融入國家發展大局，為國家、香港及家鄉作出貢獻 。

## 榮銜
- 2023年 獲香港特別行政區政府頒授银紫荆星章 (S.B.S.)
- 2018年 香港聖約翰救護機構頒發三十年長期服務金畫
- 2017年 汕頭市濠江區人民政府頒發「華僑港澳同胞 熱心公益事業之星」
- 2016年 獲頒「亞洲社會關愛領袖獎」
- 2015年 香港消防處消防安全總區頒發十年榮譽服務勳章
- 2014年 獲香港特別行政區政府頒授銅紫荊星章 (B.B.S.)
- 2014年 香港警務處少年警訊頒發二十年名譽會長長期服務感謝狀
- 2008年 獲頒「世界傑出華人獎」
- 2008年 獲香港童軍總會頒發特殊貢獻勳章
- 2008年 法國波爾多聖艾美隆產區授予榮譽葡萄種植大師 (Jurade, St. Emilion)
- 2007年 獲香港特別行政區行政長官委任太平紳士 (JP)
- 2005年 獲香港特別行政區政府頒發榮譽勳章 (M.H.)
- 2005年 獲英國聖約翰救護機構總部首腦伊利沙伯女皇二世頒授聖約翰官佐勳銜 (OStJ)
- 1997年 獲英國元首伊利沙伯女皇二世頒授榮譽獎章(B.H.)
- 1996年 獲英國聖約翰救護機構總部首腦伊利沙伯女皇二世頒授聖約翰員佐勳銜 (ＭStJ)

## 現今社會公職
- 中國人民政治協商會議廣東省汕頭市委員會(第十四屆) 常務委員
- 中國深圳市汕頭商會 名譽會長
- 香港特區政府環境及自然保育基金委員會 主席
- 香港特區政府在囚人士教育信託基金管理委員會 主席
- 香港海關人員子女教育信託基金投資顧問委員會 委員
- 入境事務處青少年領袖團 總監
- 懲教署職員會所愛群教育獎學金 榮譽顧問
- 香港警務處「耆樂警訊」中央諮詢委員會 榮譽創會委員
- 消防安全大使「深水埗區」名譽會長會 名譽會長
- 深水埗區道路安全運動委員會 永遠會長
- 深水埗區撲滅罪行委員會 委員
- 深水埗節日燈飾籌備委員會 大會顧問
- 香港醫院管理局東區尤德夫人那打素醫院籌款委員會  委員
- 汕頭市濠江區總商會第四屆執行委員會 榮譽會長
- 保良壬子會 會長
- 香港太平紳士協會 發起人及第一副會長
- 香港潮屬社團總會 名譽會長
- 九龍社團聯會 永遠名譽會長
- 香港潮人深水埗同鄉會 創會主席、永遠聯席會長
- 九龍西潮人聯會 創會會長、永遠榮譽會長
- 香港汕頭濠江同鄉總會 創會主席、監事會主席
- 香港評馬同業協進會 名譽會長
- 國際獅子總會中國港澳三Ｏ三區(香港金鐘獅子會) 永久會員

## 教育事業的慈善捐助
- 中國廣東省汕頭市玉石小學 鄭錦鐘希望學校 命名捐款人
- 中國廣東省汕頭市玉石小學 鄭錦鐘希望學校鄭際嘉教學紀念樓 命名捐款人
- 中國廣東省汕頭市南山小學 香港深水埗地區團體希望學校 命名捐款人
- 中國廣東省汕頭市南山小學 香港深水埗地區團體希望學校鄭際嘉紀念樓 命名捐款人
- 中國廣東省汕頭市鳳崗小學 鄭際嘉紀念堂 命名捐款人
- 汕頭市玉石小學 鄭錦鐘獎教獎學金(2005-2016年) 捐款人
- 汕頭市南山小學 鄭錦鐘獎教獎學金(2006-2016年) 捐款人
- 汕頭市鳳崗小學 鄭錦鐘獎教獎學金(2006-2016年) 捐款人
- 懲教署職員會所「愛群教育獎學金」 發起人、榮譽顧問
- 香港大學專業進修學院保良局何鴻燊社區書院鄭錦鐘展藝廳 命名捐款人
- 保良局鄭關巧妍幼稚園暨幼兒園 命名捐款人
- 保良局鄭錦鐘教育服務中心 命名捐款人
- 瑪利諾神父教會學校(中學部) 鄭蕭舜英教學樓 命名捐款人
- 瑪利諾神父教會學校(小學部) 鄭際嘉紀念足球場 命名捐款人
- 瑪利諾神父教會學校(中學部) 鄭錦鐘博士會議室 命名捐款人
- 香港潮人深水埗同鄉會 「鄭錦鐘」獎助學金(2007/08年度) 發起人兼捐款人
- 九龍西潮人聯會獎學金(2010/11年度) 發起人兼捐款人
- 香港大學 教研發展基金 資深會員
- 香港理工大學 理大基金 資深會員

## 名下馬匹
鄭博士是香港賽馬會會員，名下馬匹包括享耆成(已退役)、享耆趣(已退役)（與女兒鄭泳妮聯名擁有）、享耆才(已退役)、再享耆成(已退役)、又享耆成(已退役)（與長子鄭泳舜、幼子鄭永燦、女兒鄭泳妮以「享耆成團體」擁有）。